# Harald Kaarman
Harald Kaarman (Paide, 12 december 1901 – Sverdlovsk, 19 augustus 1942) was een voetballer uit Estland die speelde als middenvelder gedurende zijn carrière. Hij kwam uit voor JK Kalev Tallinn en Tallinna JK. 

## Interlandcarrière
Kaarman speelde in totaal zeventien interlands (nul doelpunten) voor de nationale ploeg van Estland in de periode 1921–1926. Hij nam met zijn vaderland deel aan de Olympische Spelen in Parijs, en speelde daar in de voorronde tegen de Verenigde Staten. Estland verloor dat duel met 1-0 door een treffer van Andy Straden, waardoor de ploeg onder leiding van de Hongaarse bondscoach Ferenc Kónya naar huis kon.

## Persoonlijk
Van beroep was Kaarman politieman. Na de Russische bezetting van de Baltische staten werd hij door de Sovjet-autoriteiten gearresteerd en naar een werkkamp afgevoerd. Daar werd hij een jaar later geëxecuteerd.

## Erelijst
JK Kalev Tallinn
- Landskampioen

1923
 Tallinna JK
- Landskampioen

1926